# Ramenonožci
Ramenonožci (Brachiopoda, z řec. brachion - rameno a pous - noha, též v širším smyslu Brachiozoa) jsou kmenem mořských lophotrochozoí . Jsou bilaterálně souměrní, tělo mají uzavřené ve dvoumiskové schránce a svalnatým stvolem přirůstají k podkladu. Recentních je asi 350 druhů, popsáno je však více než 30 tisíc druhů fosilních.

## Charakteristika

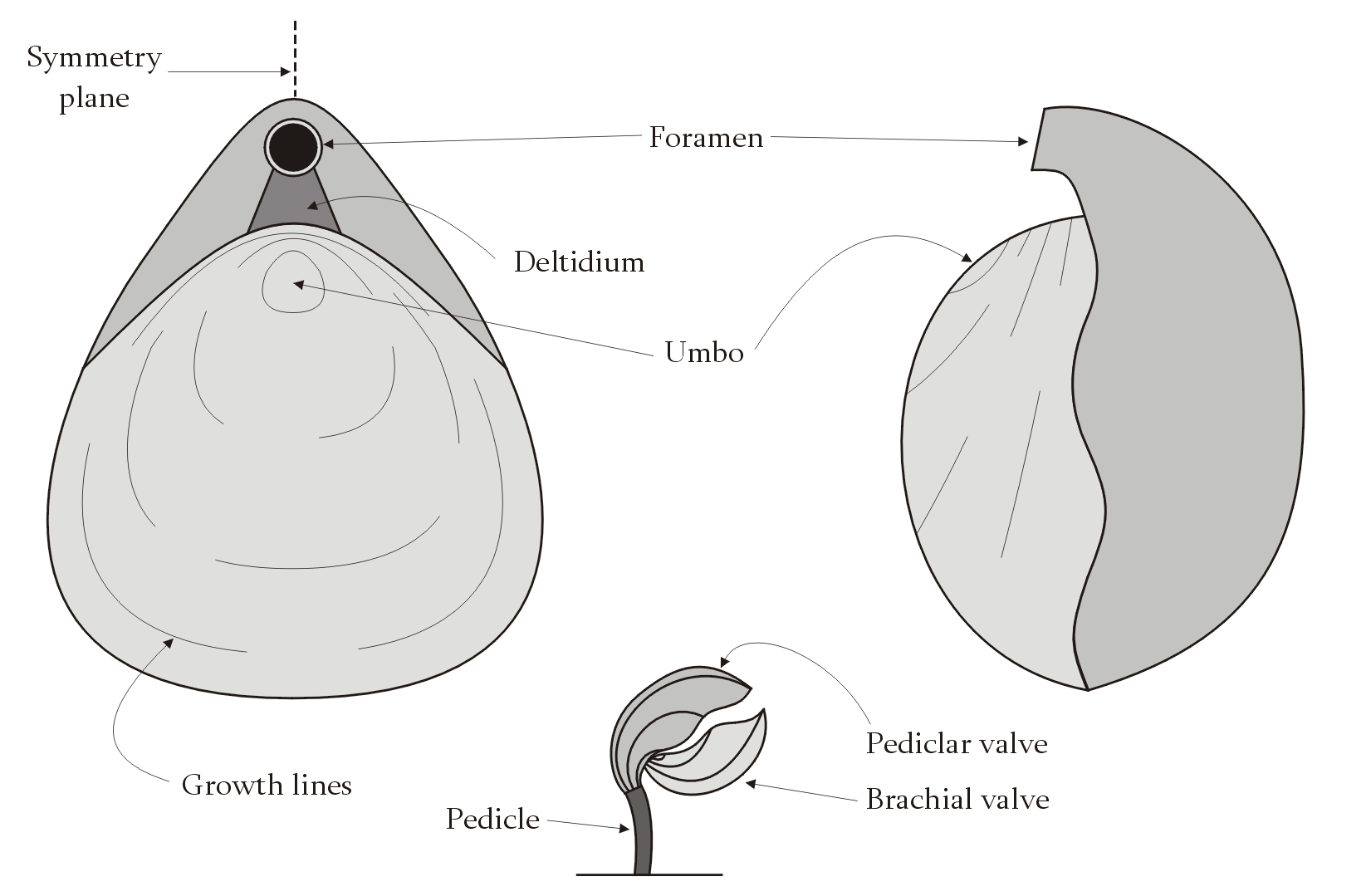
Stavba těla ramenonožců

Ramenonožci se vzdáleně podobají mlžům, se kterými ale nejsou příbuzní. Stejně jako oni mají tělo kryté dvoumiskovitou schránkou fosforečnanu nebo uhličitanu vápenatého, která je vylučována pláštěm. Břišní miska je větší než miska hřbetní, misky jsou spojené kloubem, který je tvořený párem zubů vybíhajících z břišní misky a zapadajících do jamek misky hřbetní. Na povrchu misek bývají přítomna žebra, lišty, trny, valy či lamely, patrné jsou přírůstkové linie a u některých ramenonožců jsou na miskách velmi jemné kruhovité či kosočtverečné jamky. Ze zadní části břišní misky vybíhá silný stvol, kterým je jedinec připevněn k podkladu. Stvol však u některých ramenonožců může chybět.
Vlastní měkké tělo je malé a umístěné v zadní vrcholové části schránky. Větší část prostoru mezi schránkami totiž zaujímá plášťová dutina, ve které je umístěn spirálně stočený párový lofofór, vířivý orgán opatřený brvami či tykadélky, které kmitáním přivádějí proud vody a filtrují z ní potravu, drobný plankton a organické zbytky. Současně je lofofór také dýchacím orgánem.
Trávicí soustava začíná ústy pod lofofórem, skládá se z jícnu a střeva a končí řitním otvorem v plášťové dutině nebo končí slepě. Krevní oběh je jednoduchý, srdce leží nad střední částí trávicí trubice. Nervová soustava je gangliová, jediným smyslovým orgánem jsou hmatové štětinky, které vybíhají z okrajů misek. Vylučovací soustava je tvořena metanefridiemi.
Uvnitř misek se dále nacházejí svaly, které zavírají misky (adduktory), svaly, které misky otevírají (diduktory) a konečně svaly, které připevňují stvol (adjustory).
Ramenonožci jsou gonochoristé, oplození je vnější a vývoj probíhá přes volně plovoucí larvu nazývanou aktinotrocha.

## Systém
Aktuální klasifikace (2013):
(české názvy podle BioLib)
Kmen: Brachiopoda Duméril, 1805 - ramenonožci

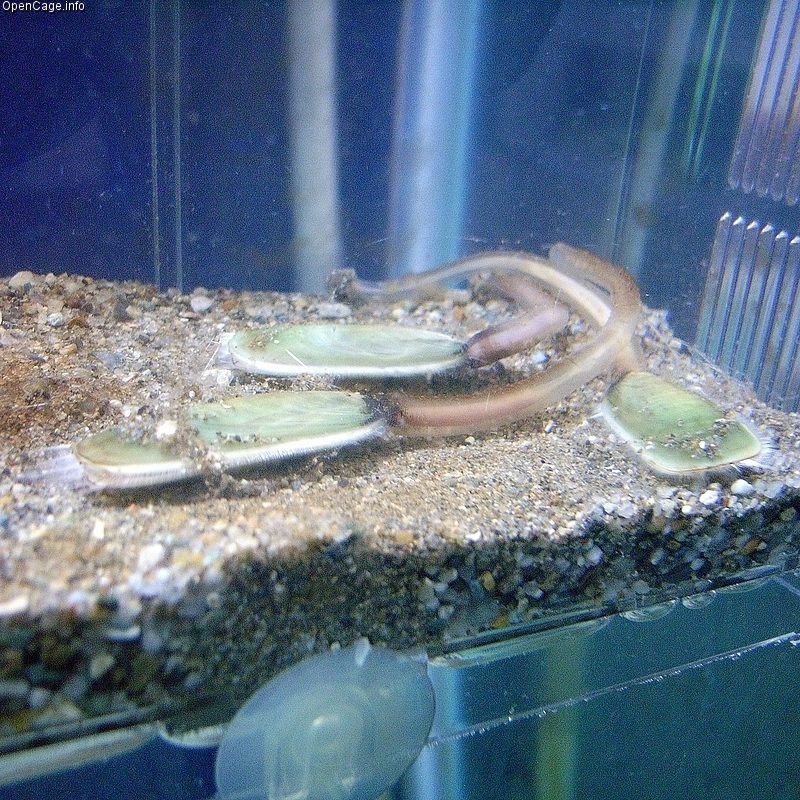
Lingula anatina, řád Lingulida

- Podkmen: Linguliformea Williams, Carlson, Brunton, Holmer et Popov, 1996
  - Třída: Lingulata Gorjansky et Popov, 1985
    - Řád: Lingulida Waagen, 1885
- Podkmen: Craniiformea Popov, Basset, Holmer et Laurie, 1993 - kranie
  - Třída: Craniata Williams, Carlson, Brunton, Holmer et Popov, 1996
    - Řád: Craniida Waagen, 1885
- Podkmen: Rhynchonelliformea Williams, Carlson, Brunton, Holmer et Popov, 1996
  - Třída: Rhynchonellata Williams, Carlson, Brunton, Holmer et Popov, 1996
    - Řád: Rhynchonellida Kuhn, 1949
    - Řád: Thecideida Elliot, 1958
    - Řád: Terebratulida Waagen, 1883
      - Podřád: Terebratulidina Waagen, 1883
      - Podřád: Terebratellidina Muir-Wood, 1955

## Galerie

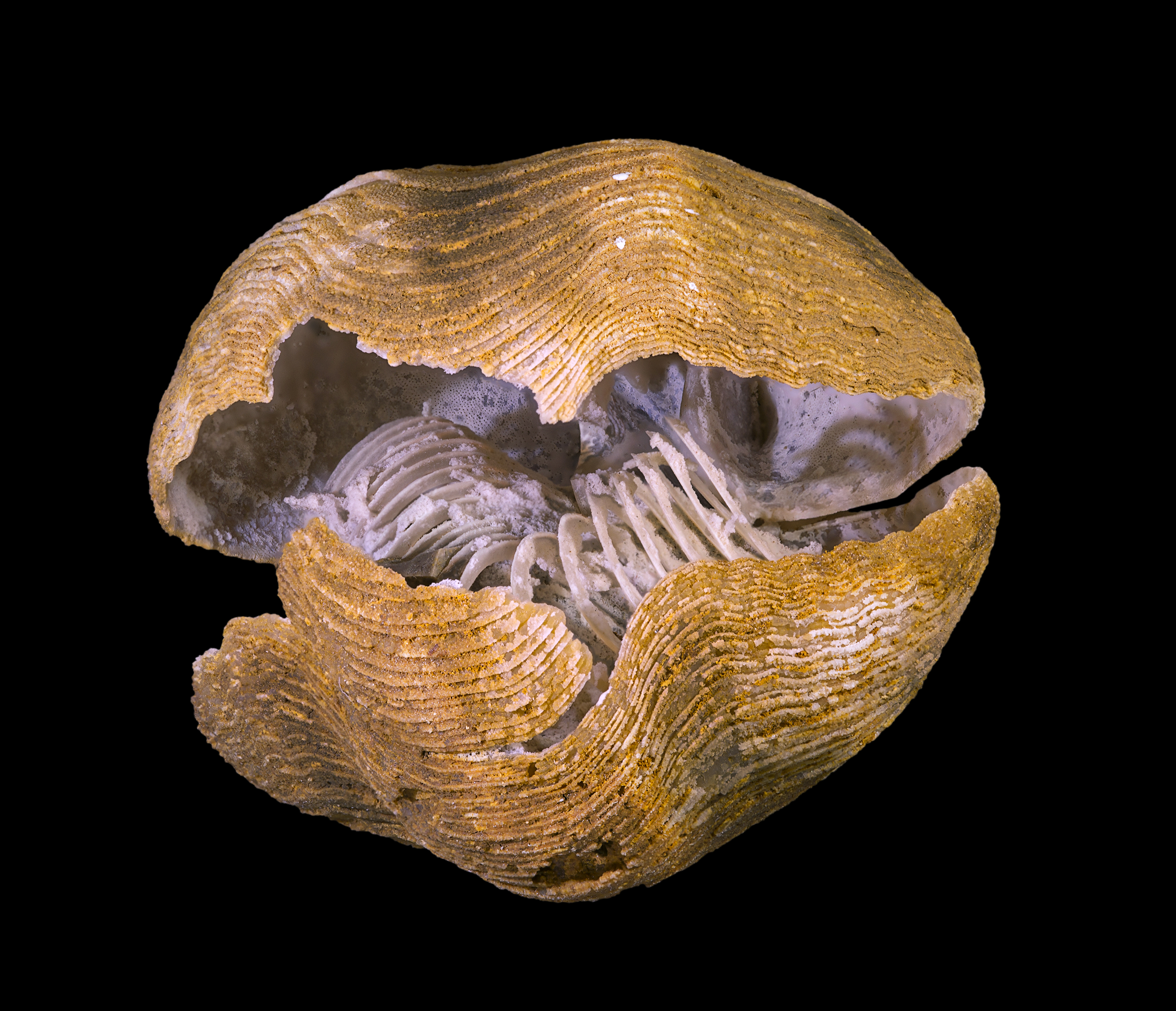
Spiriferina rostrata s Lofofor
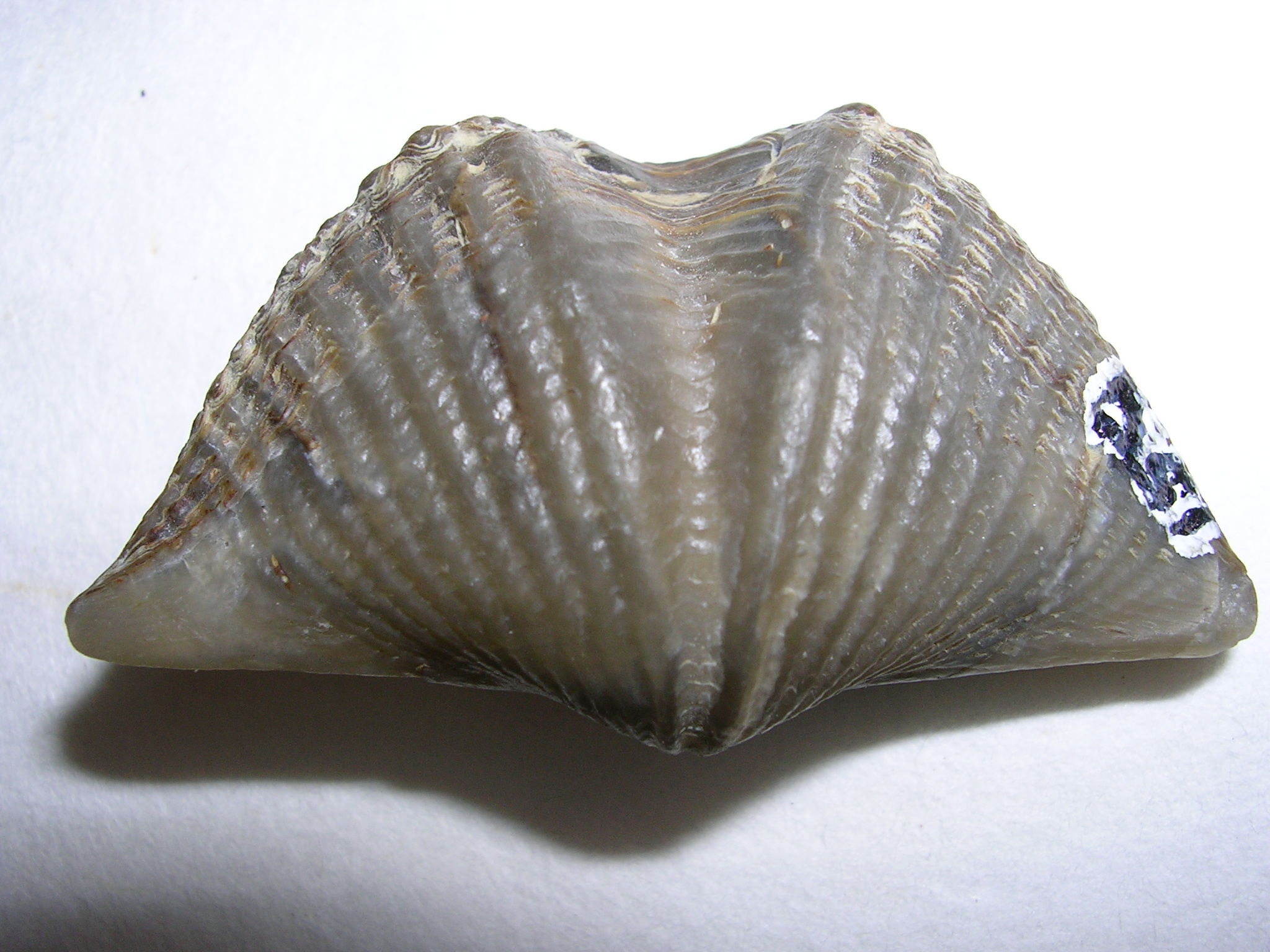
Mucrospirifer tedfordensis z devonu
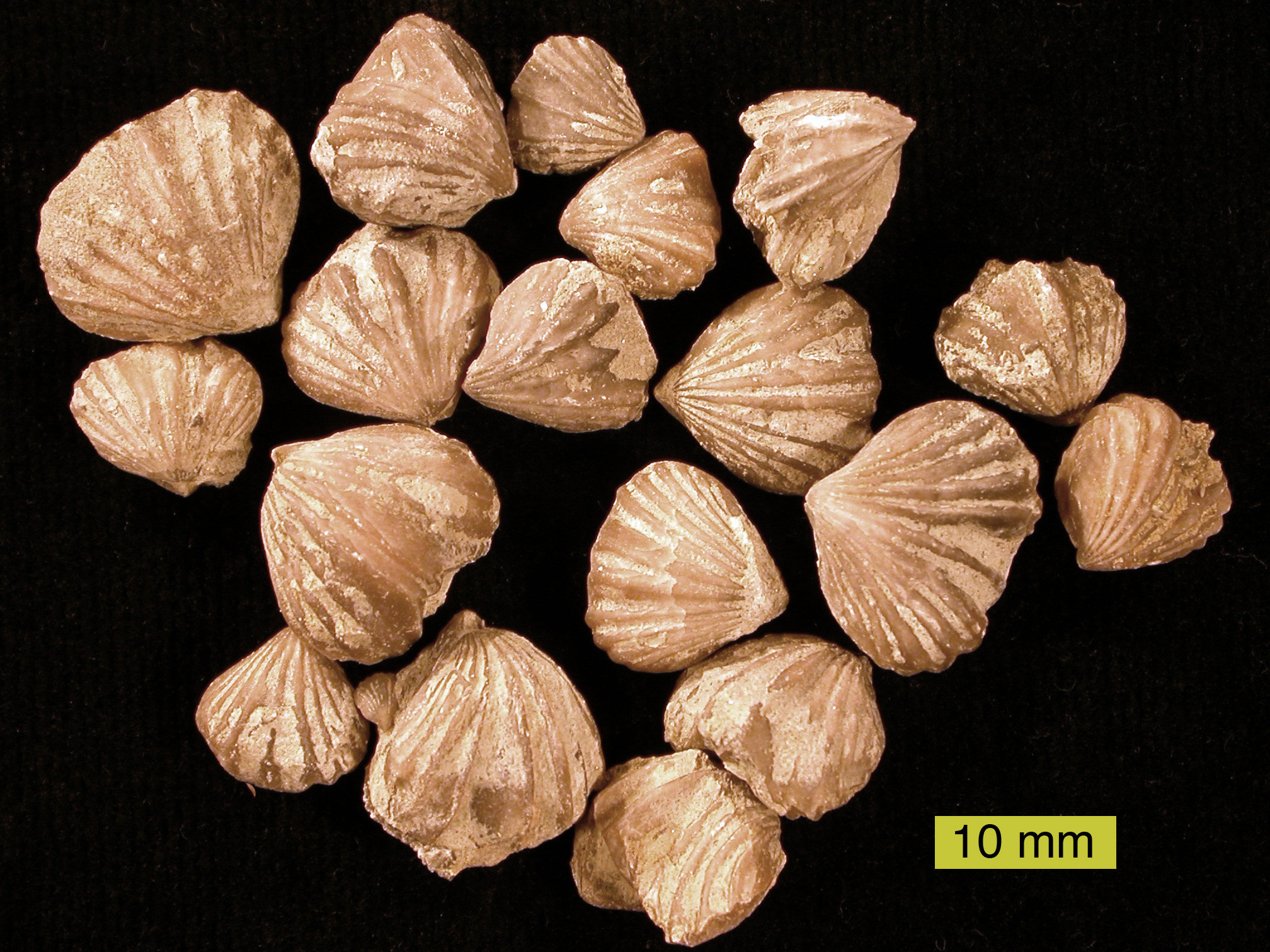
Rhynchotrema dentatum z ordoviku
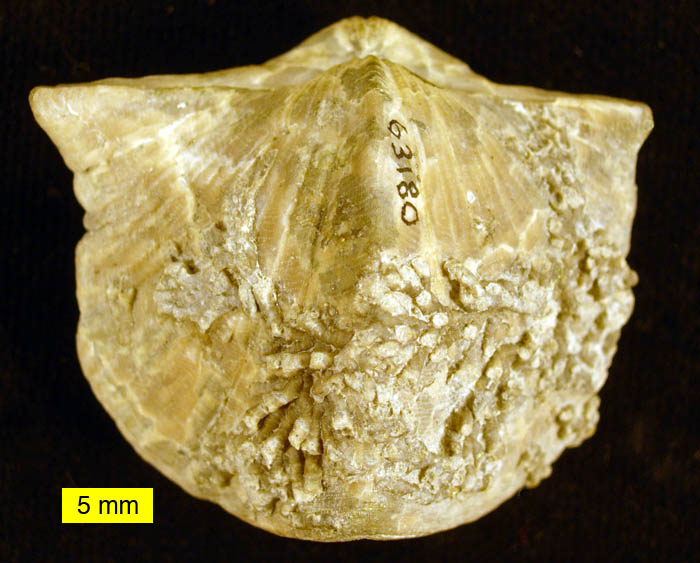
Spiriferida z devonu
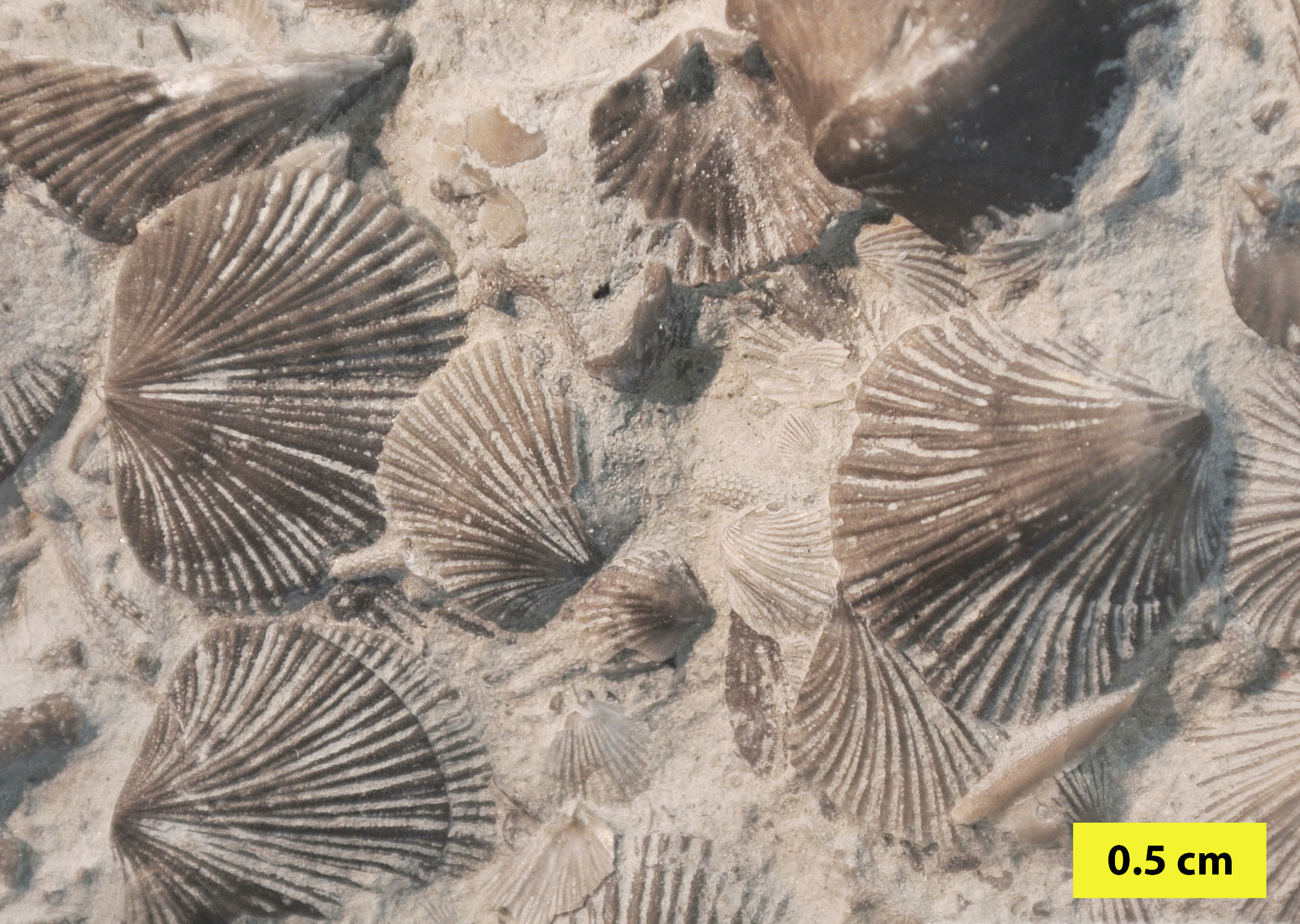
Cincinnetina sp. z ordoviku
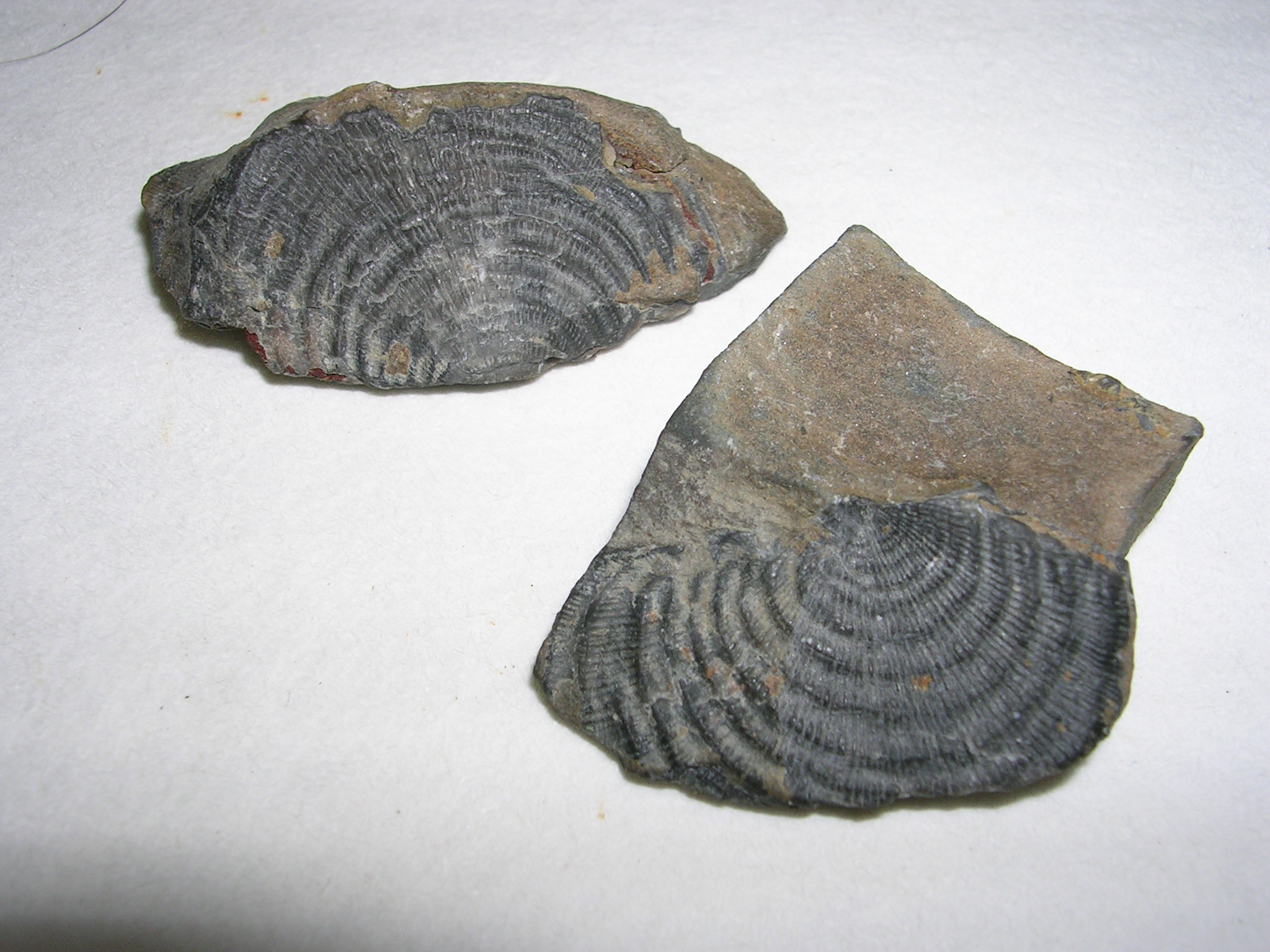
Leptaena sp. z devonu
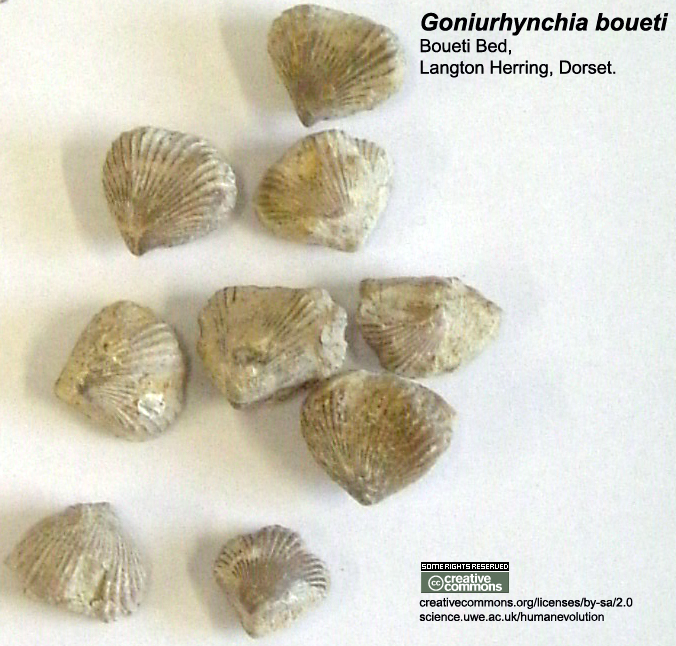
Goniurhynchia boueti z jury
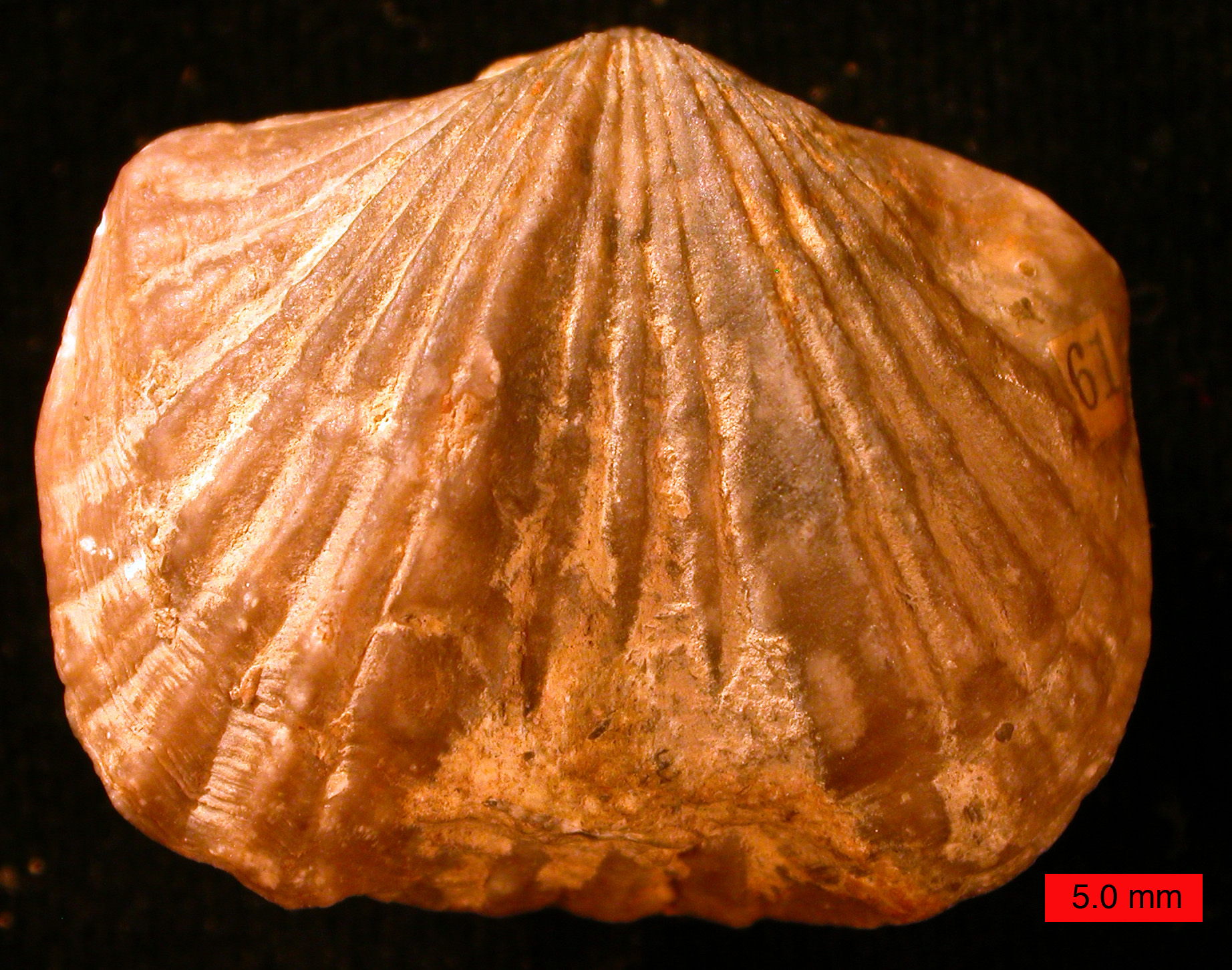
Platystrophia ponderosa z ordoviku
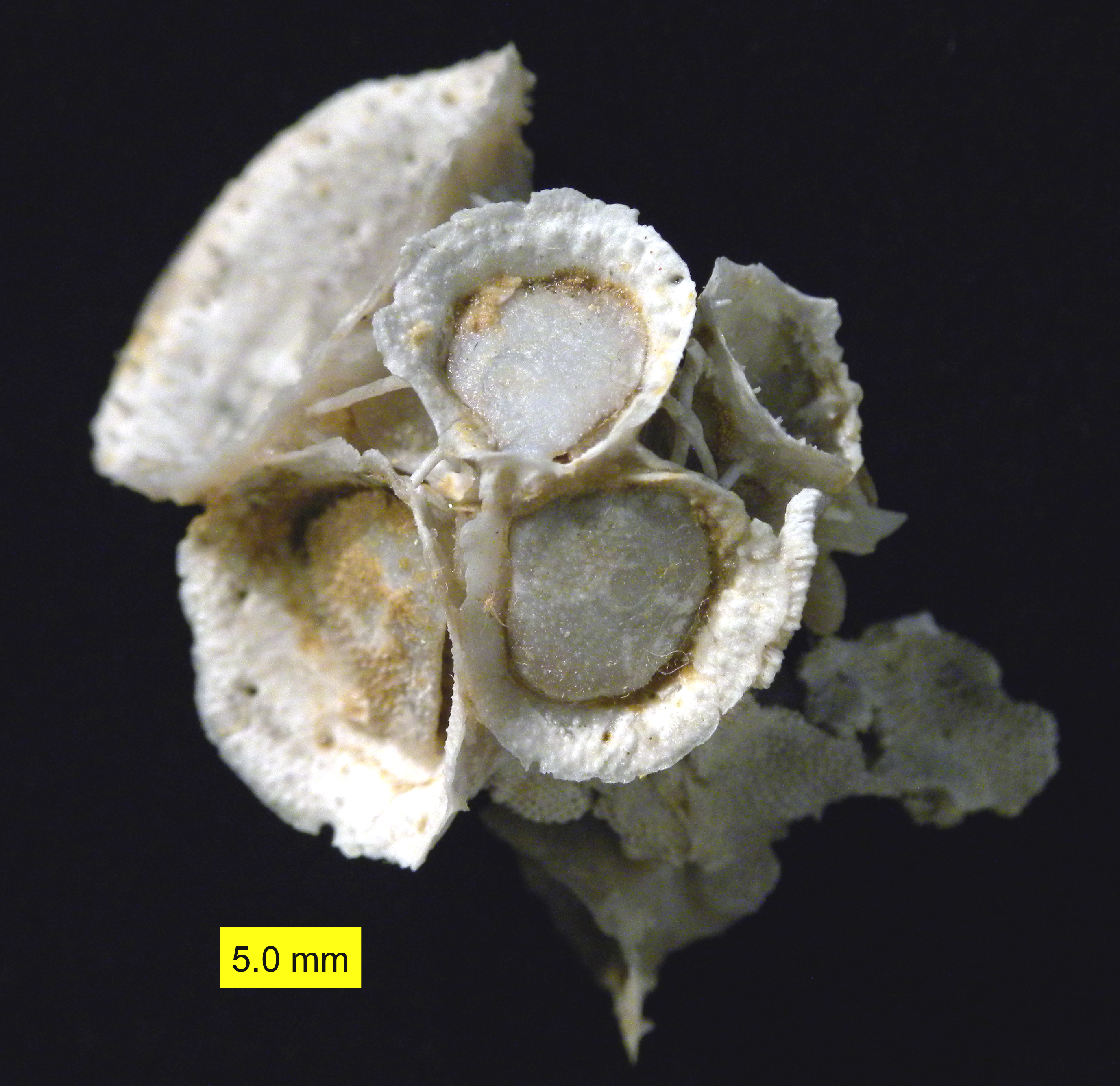
Hercosestria cribrosa
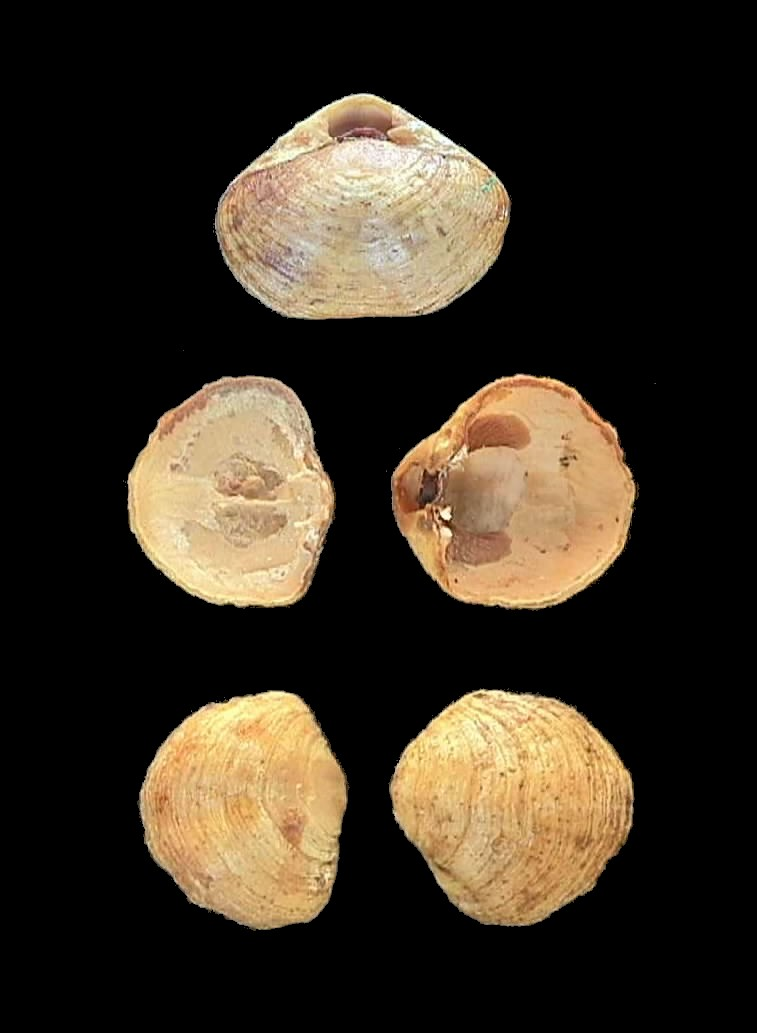
Terebratella sanguinea